# Mount Jenkins
Mount Jenkins är ett berg i Antarktis. Det ligger i Västantarktis. Argentina, Chile och Storbritannien gör anspråk på området. Toppen på Mount Jenkins är 1 705 meter över havet.
Terrängen runt Mount Jenkins är huvudsakligen lite kuperad. Mount Jenkins är den högsta punkten i trakten. Trakten är obefolkad. Det finns inga samhällen i närheten. 